# Alörarna (vid Valkom, Lovisa)
Alörarna är en ö i Finland. Den ligger i Finska viken och i kommunen Lovisa i den ekonomiska regionen  Lovisa i landskapet Nyland, i den södra delen av landet. Ön ligger omkring 76 kilometer öster om Helsingfors.
Öns area är 1,7 hektar och dess största längd är 230 meter i öst-västlig riktning.